# Инвуд — 207-я улица (линия Восьмой авеню, Ай-эн-ди)
|   |   |   |   |
| · | · | · | · |

|   |   |   |   |
| · | · | · | · |

«Инвуд — 207-я улица» (англ. Inwood–207th Street) — станция Нью-Йоркского метрополитена, расположенная на линии Восьмой авеню, Ай-эн-ди. Станция находится в Манхэттене, в районе Инвуд, на пересечении Бродвея с 207-й улицей, возле парка Inwood Hill Park. На станции останавливается маршрут A (круглосуточно). Станция является северной конечной для него. Оба пути заканчиваются тупиками: поезд приходит на любой из путей и отправляется обратно.
Станция представляет собой одну островную платформу и два пути по разные стороны от неё. Для оборота поездов используется перекрёстный съезд, расположенный с южного конца платформы. Станция снабжена лифтами для пассажиров с ограниченными возможностями. С южного конца выходы ведут на перекрёсток Бродвея с 207-й улицей, северный выход приводит пассажиров к перекрёстку Бродвея с 211-й улицы, а также к Айшем-стрит.

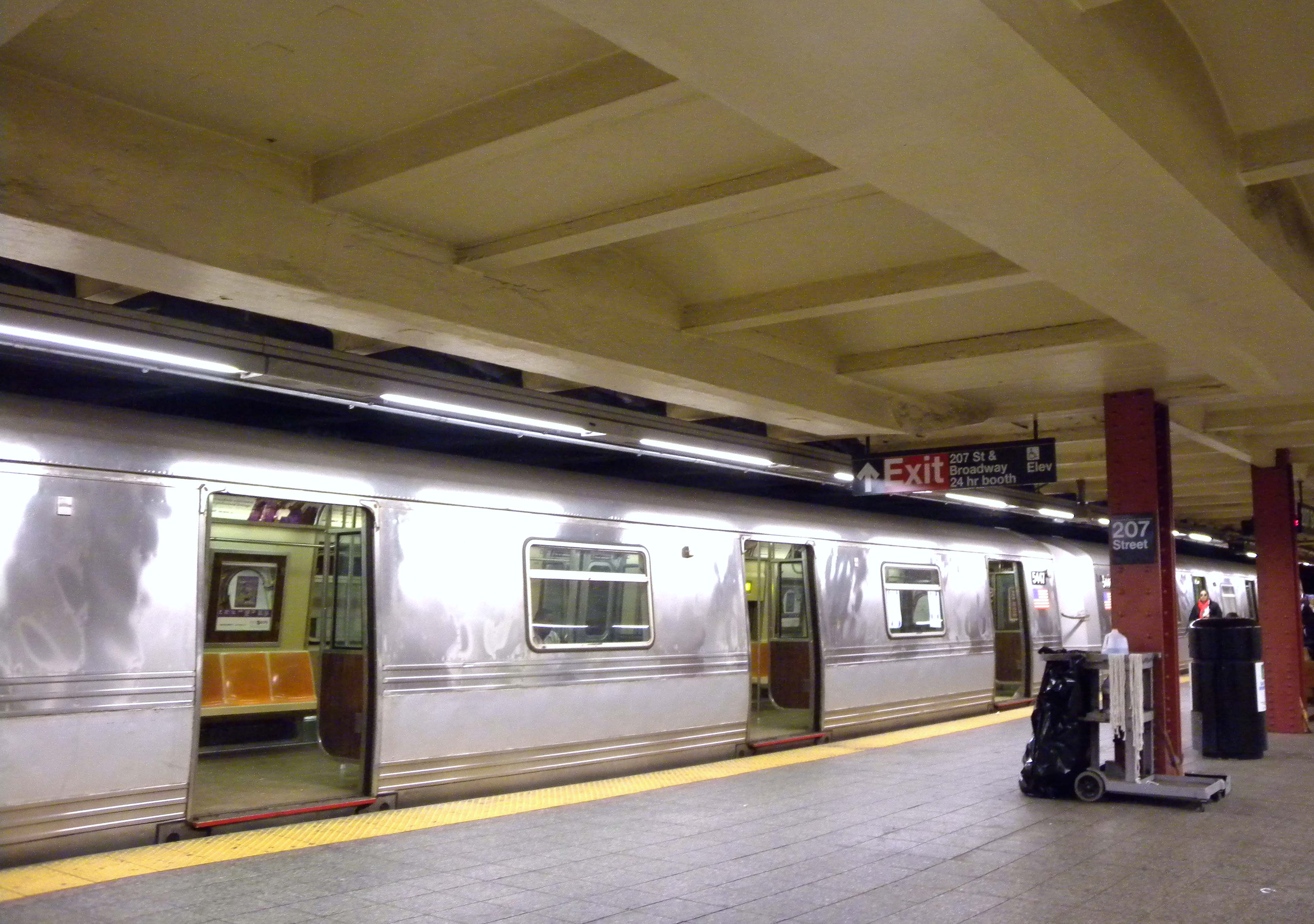
Поезд на станции
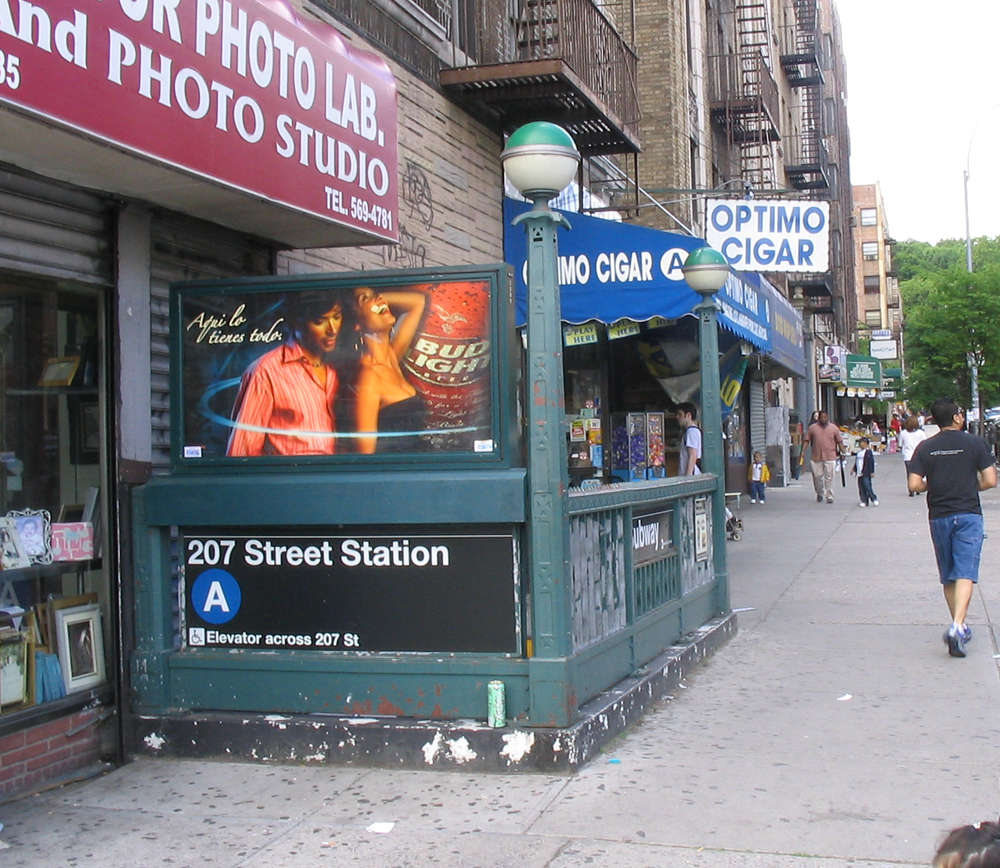
Вход